# Winter-Asienspiele 2025/Teilnehmer (Japan)
| Gelbes Symbol für Goldmedaillen mit stilisierten Olympischen Ringen | Graues Symbol für Silbermedaillen mit stilisierten Olympischen Ringen | Braundes Symbol für Bronzemedaillen mit stilisierten Olympischen Ringen |
| ------------------------------------------------------------------- | --------------------------------------------------------------------- | ----------------------------------------------------------------------- |
| 10                                                                  | 12                                                                    | 15                                                                      |

Japan nimmt an den Winter-Asienspiele 2025 in Harbin teil.

## Teilnehmer nach Sportarten

### Biathlon
| Athleten          | Wettbewerbe        | Zeit | Fehler | Rang |
| ----------------- | ------------------ | ---- | ------ | ---- |
| Frauen            |                    |      |        |      |
| Hikaru Fukuda     | 7,5 km Sprint      |      |        |      |
| Kanaha Iwasa      | 7,5 km Sprint      |      |        |      |
| Misa Sasaki       | 7,5 km Sprint      |      |        |      |
| Aoi Satō          | 7,5 km Sprint      |      |        |      |
| Mikoto Takeuchi   | 7,5 km Sprint      |      |        |      |
|                   | 4 × 6 km Staffel   |      |        |      |
| Männer            |                    |      |        |      |
| Tsukasa Kobonoki  | 10 km Sprint       |      |        |      |
| Hinoki Nishimoto  | 10 km Sprint       |      |        |      |
| Kiyomasa Ojima    | 10 km Sprint       |      |        |      |
| Mikito Tachizaki  | 10 km Sprint       |      |        |      |
| Masaharu Yamamoto | 10 km Sprint       |      |        |      |
|                   | 4 × 7,5 km Staffel |      |        |      |

### Curling
| Wettbewerb          | Männer                                                     | Frauen                                                       | Mixed-Doppel                                                                        |
| ------------------- | ---------------------------------------------------------- | ------------------------------------------------------------ | ----------------------------------------------------------------------------------- |
| Athleten            | Ryo Aoki Haruki Watanabe Ayumu Hemmi Osuke Miya Rin Kyotoh | Yuina Miura Ai Matsunaga Yuna Sakuma Hana Ikeda Suzune Yasui | Tori Koana Go Aoki                                                                  |
| Gruppenphase        |                                                            |                                                              | Hongkong (9:3) Chinesisch Taipeh (9:3) Thailand (12:2) Kuwait (W:L) Mongolei (19:0) |
| Qualifikationsrunde |                                                            |                                                              | —                                                                                   |
| Halbfinale          |                                                            |                                                              | Philippinen (10:3)                                                                  |
| Finale              |                                                            |                                                              | Südkorea (7:6)                                                                      |
| Rang                |                                                            |                                                              | Gold                                                                                |

1. ↑  Kuwait musste das Spiel nach End 2 aus gesundheitlichen Gründen abbrechen.

### Eishockey
| Wettbewerb    | Männer |
| ------------- | --- |
| Athleten      | Makuru Furuhashi Jiei Halliday Seiya Hayata Shigeki Hitosato Taiga Irikura Riku Ishida Sōta Isogai Tohi Kobayashi Kazuki Lawlor Shōgo Nakajima Yūta Narisawa Masato Ōkubo Yūto Ōsawa Kōsuke Ōtsu Yusei Ōtsu Issa Ōtsuka Eiki Satō Hiroto Satō Kento Suzuki Kenta Takagi Kotarō Tsutsumi Kotarō Yamada Kōki Yoneyama |
| Gruppenphase  | |
| Zwischenrunde | |
| Viertelfinale | |
| Halbfinale    | |
| Finale        | |
| Rang          | |

| Wettbewerb | Frauen |
| ---------- | --- |
| Athleten   | Yoshino Enomoto Akane Hosoyamada Makoto Ito Riko Kawaguchi Shiori Koike Remi Koyama Haruka Kuromaru Wakana Kurosu Suzuka Maeda Miyuu Masuhara Mei Miura Rio Noro Riri Noro Kohane Satō Kanami Seki Aoi Shiga Ai Tada Rui Ukita Yumeka Wajima Hikaru Yamashita Shiori Yamashita |
| Vorrunde   | — |
| Hauptrunde | |
| Rang       | |

### Eiskunstlauf
| Athleten                         | Wettbewerbe | Kurzprogramm/ Rhythmustanz | Kurzprogramm/ Rhythmustanz | Kür    | Kür  | Gesamt | Gesamt |
| Athleten                         | Wettbewerbe | Punkte                     | Rang                       | Punkte | Rang | Punkte | Rang   |
| -------------------------------- | ----------- | -------------------------- | -------------------------- | ------ | ---- | ------ | ------ |
| Frauen                           |             |                            |                            |        |      |        |        |
| Kaori Sakamoto                   | Einzel      |                            |                            |        |      |        |        |
| Hana Yoshida                     | Einzel      |                            |                            |        |      |        |        |
| Männer                           |             |                            |                            |        |      |        |        |
| Yūma Kagiyama                    | Einzel      |                            |                            |        |      |        |        |
| Shun Satō                        | Einzel      |                            |                            |        |      |        |        |
| Mixed                            |             |                            |                            |        |      |        |        |
| Lucas Tsuyoshi Honda Sae Shimizu | Paarlauf    |                            |                            |        |      |        |        |
| Sumitada Moriguchi Yuna Nagaoka  | Paarlauf    |                            |                            |        |      |        |        |
| Shingo Nishiyama Azusa Tanaka    | Eistanz     |                            |                            |        |      |        |        |
| Masaya Morita Utana Yoshida      | Eistanz     |                            |                            |        |      |        |        |

### Eisschnelllauf
| Athleten            | Wettbewerb | Zeit | Rang |
| ------------------- | ---------- | ---- | ---- |
| Frauen              |            |      |      |
| Iori Kitahara       |            |      |      |
|                     |            |      |      |
| Rin Kosaka          |            |      |      |
|                     |            |      |      |
| Anna Kubo           |            |      |      |
|                     |            |      |      |
| Kyoko Nitta         |            |      |      |
|                     |            |      |      |
| Hana Noake          |            |      |      |
|                     |            |      |      |
| Yuna Onodera        |            |      |      |
|                     |            |      |      |
| Yuka Takahashi      |            |      |      |
|                     |            |      |      |
| Rio Yamada          |            |      |      |
|                     |            |      |      |
| Kako Yamane         |            |      |      |
|                     |            |      |      |
| Männer              |            |      |      |
| Motonaga Arito      |            |      |      |
|                     |            |      |      |
| Issa Gunji          |            |      |      |
|                     |            |      |      |
| Kotaro Kasahara     |            |      |      |
|                     |            |      |      |
| Ryota Kojima        |            |      |      |
|                     |            |      |      |
| Katsuhiro Kuratsubo |            |      |      |
|                     |            |      |      |
| Yamato Matsui       |            |      |      |
|                     |            |      |      |
| Taiyo Morino        |            |      |      |
|                     |            |      |      |
| Wataru Morishige    |            |      |      |
|                     |            |      |      |
| Kazuya Yamada       |            |      |      |
|                     |            |      |      |
| Masaya Yamada       |            |      |      |
|                     |            |      |      |

| Athleten | Wettbewerb | Halbfinale | Halbfinale | Finale | Finale | Rang |
| Athleten | Wettbewerb | Zeit       | Rang       | Zeit   | Rang   | Rang |
| -------- | ---------- | ---------- | ---------- | ------ | ------ | ---- |
| Frauen   |            |            |            |        |        |      |
|          |            |            |            |        |        |      |
|          |            |            |            |        |        |      |
| Männer   |            |            |            |        |        |      |
|          |            |            |            |        |        |      |
|          |            |            |            |        |        |      |

### Freestyle-Skiing
| Athleten        | Wettbewerbe | Qualifikation | Qualifikation | Finale | Finale | Rang |
| Athleten        | Wettbewerbe | Punkte        | Rang          | Punkte | Rang   | Rang |
| --------------- | ----------- | ------------- | ------------- | ------ | ------ | ---- |
| Frauen          |             |               |               |        |        |      |
| Runa Igarashi   |             |               |               |        |        |      |
|                 |             |               |               |        |        |      |
| Kanon Kondo     |             |               |               |        |        |      |
|                 |             |               |               |        |        |      |
| Ai Odo          |             |               |               |        |        |      |
|                 |             |               |               |        |        |      |
| Kiho Sugawara   |             |               |               |        |        |      |
|                 |             |               |               |        |        |      |
| Männer          |             |               |               |        |        |      |
| Haruto Igarashi |             |               |               |        |        |      |
|                 |             |               |               |        |        |      |
| Rai Kasamura    |             |               |               |        |        |      |
|                 |             |               |               |        |        |      |
| Toma Matsuura   |             |               |               |        |        |      |
|                 |             |               |               |        |        |      |
| Kashu Sato      |             |               |               |        |        |      |
|                 |             |               |               |        |        |      |
| Manatsu Sato    |             |               |               |        |        |      |
|                 |             |               |               |        |        |      |

| Athleten        | Wettbewerbe | Qualifikation | Qualifikation | Qualifikation | Qualifikation | Finale  | Finale  | Finale  | Finale  | Finale  | Finale  | Rang |
| Athleten        | Wettbewerbe | Runde 1       | Runde 1       | Runde 2       | Runde 2       | Runde 1 | Runde 1 | Runde 2 | Runde 2 | Runde 3 | Runde 3 | Rang |
| Athleten        | Wettbewerbe | Punkte        | Rang          | Punkte        | Rang          | Punkte  | Rang    | Punkte  | Rang    | Punkte  | Rang    | Rang |
| --------------- | ----------- | ------------- | ------------- | ------------- | ------------- | ------- | ------- | ------- | ------- | ------- | ------- | ---- |
| Frauen          |             |               |               |               |               |         |         |         |         |         |         |      |
| Runa Igarashi   |             |               |               |               |               |         |         |         |         |         |         |      |
|                 |             |               |               |               |               |         |         |         |         |         |         |      |
| Kanon Kondo     |             |               |               |               |               |         |         |         |         |         |         |      |
|                 |             |               |               |               |               |         |         |         |         |         |         |      |
| Ai Odo          |             |               |               |               |               |         |         |         |         |         |         |      |
|                 |             |               |               |               |               |         |         |         |         |         |         |      |
| Kiho Sugawara   |             |               |               |               |               |         |         |         |         |         |         |      |
|                 |             |               |               |               |               |         |         |         |         |         |         |      |
| Männer          |             |               |               |               |               |         |         |         |         |         |         |      |
| Haruto Igarashi |             |               |               |               |               |         |         |         |         |         |         |      |
|                 |             |               |               |               |               |         |         |         |         |         |         |      |
| Rai Kasamura    |             |               |               |               |               |         |         |         |         |         |         |      |
|                 |             |               |               |               |               |         |         |         |         |         |         |      |
| Toma Matsuura   |             |               |               |               |               |         |         |         |         |         |         |      |
|                 |             |               |               |               |               |         |         |         |         |         |         |      |
| Kashu Sato      |             |               |               |               |               |         |         |         |         |         |         |      |
|                 |             |               |               |               |               |         |         |         |         |         |         |      |
| Manatsu Sato    |             |               |               |               |               |         |         |         |         |         |         |      |
|                 |             |               |               |               |               |         |         |         |         |         |         |      |

### Shorttrack
| Athleten         | Wettbewerb | Vorläufe     | Vorläufe | Viertelfinale | Viertelfinale | Halbfinale | Halbfinale | Finale A/B | Finale A/B | Rang |
| Athleten         | Wettbewerb | Zeit         | Rang     | Zeit          | Rang          | Zeit       | Rang       | Zeit       | Rang       | Rang |
| ---------------- | ---------- | ------------ | -------- | ------------- | ------------- | ---------- | ---------- | ---------- | ---------- | ---- |
| Frauen           |            |              |          |               |               |            |            |            |            |      |
| Riho Inuzuka     | 1500 m     | 2:35,544 s   | 3        |               |               |            |            |            |            |      |
| Yuki Ishikawa    | 500 m      | 44,860 s     | 4        |               |               |            |            |            |            |      |
| Miyu Miyashita   | 1000 m     | 1:41,331 min | 3        |               |               |            |            |            |            |      |
| Miyu Miyashita   | 1500 m     | 2:36,513 min | 4        |               |               |            |            |            |            |      |
| Haruna Nagamori  | 500 m      | 45,103 s     | 3        |               |               |            |            |            |            |      |
| Haruna Nagamori  | 1500 m     | 2:31,191 min | 2        |               |               |            |            |            |            |      |
| Rina Shimada     | 500 m      | 44,106 s     | 2        |               |               |            |            |            |            |      |
| Rina Shimada     | 1000 m     | 1:35,423 min | 3        |               |               |            |            |            |            |      |
| Kurumi Shimane   | 1000 m     | 1:35,345 min | 3        |               |               |            |            |            |            |      |
| Männer           |            |              |          |               |               |            |            |            |            |      |
| Tsubasa Furukawa | 500 m      | 41,905 s     | 2        |               |               |            |            |            |            |      |
| Tsubasa Furukawa |            |              |          |               |               |            |            |            |            |      |
| Osuke Irie       |            |              |          |               |               |            |            |            |            |      |
|                  |            |              |          |               |               |            |            |            |            |      |
| Kota Kikuchi     | 500 m      | 42,896 s     | 2        |               |               |            |            |            |            |      |
| Kota Kikuchi     | 1000 m     | 1:29,629 min | 2        |               |               |            |            |            |            |      |
| Shuta Matsuzu    | 500 m      | 42,129 s     | 2        |               |               |            |            |            |            |      |
| Shuta Matsuzu    | 1000 m     | 1:26,845 min | 2        |               |               |            |            |            |            |      |
| Daito Ochi       | 1000 m     | 1:34,998 min | 2        |               |               |            |            |            |            |      |
| Daito Ochi       |            |              |          |               |               |            |            |            |            |      |
| Shun Saito       |            |              |          |               |               |            |            |            |            |      |
|                  |            |              |          |               |               |            |            |            |            |      |
| Mixed            |            |              |          |               |               |            |            |            |            |      |
|                  | Staffel    |              |          |               |               |            |            |            |            |      |

### Ski Alpin
| Athleten        | Wettbewerbe | 1. Lauf | 1. Lauf | 2. Lauf | 2. Lauf | Gesamt      | Gesamt |
| Athleten        | Wettbewerbe | Zeit    | Rang    | Zeit    | Rang    | Zeit        | Rang   |
| --------------- | ----------- | ------- | ------- | ------- | ------- | ----------- | ------ |
| Frauen          |             |         |         |         |         |             |        |
| Miki Ishibashi  | Slalom      | DNS     | DNS     | DNS     | DNS     | DNS         | DNS    |
| Chisaki Maeda   | Slalom      | 47,29 s | 1       | 46,21 s | 1       | 1:33,50 min | Gold   |
| Maria Sakai     | Slalom      | 49,22 s | 6       | 48,91 s | 5       | 1:38,13 min | 5      |
| Eren Watanabe   | Slalom      | 48,00 s | 3       | 46,92 s | 3       | 1:34,92 min | Bronze |
| Männer          |             |         |         |         |         |             |        |
| Neo Kamada      | Slalom      | 44,74 s | 1       | 44,51 s | 4       | 1:29,25 min | Bronze |
| Jinro Kirikubo  | Slalom      | DNF     | DNF     | DNF     | DNF     | DNF         | DNF    |
| Takayuki Koyama | Slalom      | 44,83 s | 2       | 43,29 s | 1       | 1:28,12 min | Gold   |
| Arata Yamanaka  | Slalom      | 45,20 s | 5       | DSQ     | DSQ     | DSQ         | DSQ    |

### Skibergsteigen
| Athleten        | Wettbewerbe | Qualifikation | Qualifikation | Vorlauf | Vorlauf | Halbfinale | Halbfinale | Finale | Finale | Rang |
| Athleten        | Wettbewerbe | Zeit          | Rang          | Zeit    | Rang    | Zeit       | Rang       | Zeit   | Rang   | Rang |
| --------------- | ----------- | ------------- | ------------- | ------- | ------- | ---------- | ---------- | ------ | ------ | ---- |
| Frauen          |             |               |               |         |         |            |            |        |        |      |
| Sora Takizawa   | Sprint      |               |               |         |         |            |            |        |        |      |
| Yurie Tanaka    | Sprint      |               |               |         |         |            |            |        |        |      |
| Ayaka Ueda      | Sprint      |               |               |         |         |            |            |        |        |      |
| Natsumi Usui    | Sprint      |               |               |         |         |            |            |        |        |      |
| Männer          |             |               |               |         |         |            |            |        |        |      |
| Kenta Endo      | Sprint      |               |               |         |         |            |            |        |        |      |
| Ari Hirabayashi | Sprint      |               |               |         |         |            |            |        |        |      |
| Tokutaro Shima  | Sprint      |               |               |         |         |            |            |        |        |      |
| Mixed           |             |               |               |         |         |            |            |        |        |      |
|                 | Staffel     |               |               | —       | —       | —          | —          |        |        |      |

### Skilanglauf
| Athleten         | Wettbewerbe | Zeit | Rang |
| ---------------- | ----------- | ---- | ---- |
| Frauen           |             |      |      |
| Karen Hatakeyama |             |      |      |
| Chika Kobayashi  |             |      |      |
| Masako Kudo      |             |      |      |
| Hikari Myazaki   |             |      |      |
| Mayu Yamamoto    |             |      |      |
| Männer           |             |      |      |
| Yuito Habuki     |             |      |      |
| Shota Moriguchi  |             |      |      |
| Hyuga Otaki      |             |      |      |
| Takatsugu Uda    |             |      |      |
| Haruki Yamashita |             |      |      |

| Athleten         | Wettbewerbe      | Qualifikation | Qualifikation | Viertelfinale | Viertelfinale | Halbfinale    | Halbfinale    | Finale        | Finale        | Rang |
| Athleten         | Wettbewerbe      | Zeit          | Rang          | Zeit          | Rang          | Zeit          | Rang          | Zeit          | Rang          | Rang |
| ---------------- | ---------------- | ------------- | ------------- | ------------- | ------------- | ------------- | ------------- | ------------- | ------------- | ---- |
| Frauen           |                  |               |               |               |               |               |               |               |               |      |
| Yuka Yamazaki    | Sprint klassisch | 3:53,76 min   | 10            | 3:41,56 min   | 3             | 3:51,94 min   | 6             | ausgeschieden | ausgeschieden | 10   |
| Chika Kobayashi  | Sprint klassisch | 3:44,05 min   | 6             | 3:43,18 min   | 2             | 3:36,42 min   | 4             | ausgeschieden | ausgeschieden | 6    |
| Mayu Yamamoto    | Sprint klassisch | 4:05,72 min   | 16            | 3:53,76 min   | 3             | ausgeschieden | ausgeschieden | ausgeschieden | ausgeschieden | 14   |
| Männer           |                  |               |               |               |               |               |               |               |               |      |
| Shota Moriguchi  | Sprint klassisch | 3:18,14 min   | 16            | 3:06,67 min   | 3             | 3:04,84 min   | 6             | ausgeschieden | ausgeschieden | 10   |
| Hyuga Otaki      | Sprint klassisch | 3:04,05 min   | 4             | 3:05,68 min   | 1             | 2:58,97 min   | 4             | 3:04,84 min   | 5             | 5    |
| Takatsugu Uda    | Sprint klassisch | 3:11,05 min   | 10            | 3:06,52 min   | 2             | 3:02,53 min   | 5             | ausgeschieden | ausgeschieden | 9    |
| Haruki Yamashita | Sprint klassisch | 3:05,11 min   | 6             | 3:06,29 min   | 1             | 2:58,10 min   | 2             | DSQ           | DSQ           | DSQ  |

### Snowboard
| Athleten          | Wettbewerbe | Qualifikation | Qualifikation | Finale | Finale | Rang   |
| Athleten          | Wettbewerbe | Punkte        | Rang          | Punkte | Rang   | Rang   |
| ----------------- | ----------- | ------------- | ------------- | ------ | ------ | ------ |
| Frauen            |             |               |               |        |        |        |
| Chihiro Edamatsu  |             |               |               |        |        |        |
|                   |             |               |               |        |        |        |
| Himari Ishii      | Slopestyle  | —             | —             | 69,50  | 3      | Bronze |
| Himari Ishii      |             |               |               |        |        |        |
| Rise Kudo         |             |               |               |        |        |        |
|                   |             |               |               |        |        |        |
| Kiara Morii       |             |               |               |        |        |        |
|                   |             |               |               |        |        |        |
| Sara Shimizu      |             |               |               |        |        |        |
|                   |             |               |               |        |        |        |
| Sena Tomita       |             |               |               |        |        |        |
|                   |             |               |               |        |        |        |
| Suzuka Ishimoto   | Slopestyle  | —             | —             | 59,50  | 4      | 4      |
| Männer            |             |               |               |        |        |        |
| Hanato Minamiya   | Slopestyle  | 72,25         | 4             | 70,00  | 5      | 5      |
| Hanato Minamiya   |             |               |               |        |        |        |
| Konosuke Murakami |             |               |               |        |        |        |
|                   |             |               |               |        |        |        |
| Shuichiro Shigeno |             |               |               |        |        |        |
|                   |             |               |               |        |        |        |
| Ryusei Yamada     |             |               |               |        |        |        |
|                   |             |               |               |        |        |        |